# Elysoceraphron
Elysoceraphron is een geslacht van vliesvleugelige insecten van de familie Ceraphronidae.

## Soorten
- E. hungaricus Szelenyi, 1936